# Послушай, Феллини!
«Послушай, Феллини!..» — фильм Михаила Швейцера 1993 года. Снят по мотивам пьесы Евгения Козловского «Видео». Телевизионная премьера состоялась по 1-му каналу Останкино 17 января 1995 года

## Сюжет
Актриса обращается к Феллини, точнее, к его портрету, и, демонстрируя своё мастерство, рассказывает воображаемому собеседнику о собственной жизни. Эту исполненную драматизма исповедь фиксирует камера. А отснятый материал должен стать её актёрской пробой. По ходу своего рассказа она даёт оценки многим сторонам неустроенного бытия. Увлечённая своей игрой, актриса поёт, танцует, перевоплощается, проявляя актёрское дарование, которое, как выясняется, так и останется невостребованным.

## В ролях
- Людмила Гурченко — Вера, актриса
- Павел Семенихин — Ваня, водитель-дальнобойщик
- Валерий Малышев — приятель Вани
- Герман Качин — приятель Вани

## Творческая группа
- Режиссёры: Михаил Швейцер, Софья Милькина
- Сценаристы: Михаил Швейцер, София Милькина, по пьесе Евгения Козловского
- Оператор: Дильшат Фатхулин
- Композитор: Исаак Шварц
- Художник: Владимир Кирс
- Продюсер: Ирина Самойлова